# Орден Святого Иакова Альтопасского

Символ ордена

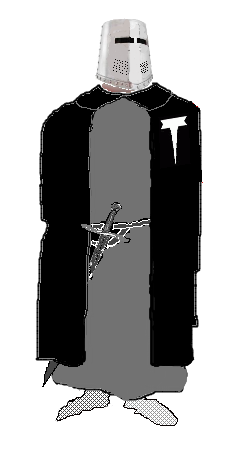
Рыцарь ордена

Орден Тау — духовно-рыцарский орден, существовавший с 952 г. до 1585 г.

### Предыстория
Итальянский город Лукка в Средневековье играл ту же роль, что и палестинская Яффа. И если в последней сходились пути паломников в Иерусалим, то в Лукке соединялись дороги на Рим, Парму, Пизу, Флоренцию и далее к морским портам Апулии. Через город шли пилигримы к знаменитой и важной святыне — иберийской Сантьяго-де-Компостела.
Маленький городок Альтопашо близ Лукки входил в этот тракт, обеспечивая паломникам временный приют и пропитание. Поход по святым местам был делом отнюдь не безопасным.
С X века эту проблему пытались решить. Появились многочисленные религиозные и светские сообщества, ставившие своей основной задачей охрану паломников. К военной помощи присовокупили и оказание помощи медицинской. Так появились госпитали или хосписы.

### История
И вот в начале XI века в Альтопашо был основан Орден Госпиталя Рыцарей Тау. Дата создания точно неизвестна, но 2 августа 1084 года этот орден уже получает в качестве дара некий хоспис, расположенный in loco et finibus ubi dicitur Teupascio [«в месте под названием Teupascio»]. Название происходит от эмблемы ордена в виде буквы тау. Этот знак до сих пор можно увидеть в Альтопашо на колокольне церкви св. Иакова.
https://avatars.mds.yandex.net/get-turbo/3371782/rth8e3017b8af90f7553375a7f6a39d172b/max_g480_c12_r3x4_pd10
https://avatars.mds.yandex.net/get-turbo/1540145/rthe471ac2395776f1ab3cff5f0d6d1a1a5/max_g480_c12_r4x3_pd10
Орден стремительно развивался, получая всё новые и новые пожертвования и привилегии. Между XI и XII веками он уже владел большим количеством имений по всей Италии. Больше всего их было в Тоскане.. Вскоре известность ордена перешагнула границы Италии — в 1180 году был основан дом в Париже, недалеко от городских стен. В настоящее время на этом месте находится церковь Сен-Жак-дю-О-Па. У ордена также были отделения в Испании, Германии и Англии.
В XIII веке орден рыцарей Тау достиг пика своего развития и богатства, после чего, началась фаза медленного упадка. это было обусловлено перемещением папской резиденции в Авиньон, что привело к сокращению интенсивности паломничества в Рим. Решающий удар был нанесён внутренними войнами, разразившимися в Тоскане между Пизой, Луккой и Флоренцией. В результате Альтопашо, главная резиденция ордена, стал центром театра военных действий. Когда в 1339 году Флоренция окончательно взяла верх, орден окончательно утратил своё значение. Но всё же просуществовал вплоть до 1585 года, когда был распущен папой Сикстом V. Его собственность была передана ордену Св. Стефана (что могло напоминать присоединение), созданному к тому времени в Тоскане герцогом Медичи.

### Устав
Устав орден получил лишь в 1239 году распоряжением папы Григория IX. За основу был взят устав госпитальеров и включал в себя 96 статей. Он чётко регламентировал все аспекты деятельности ордена. Члены были разделены на братьев-мирян, братьев-священников, диаконов, иподиаконов, клириков и братьев-рыцарей; Орден был среди первых, принимавших в свои ряды женщин, с условием, что они будут жить отдельно от братьев. Их официальная форма состояла из рясы и тёмного плаща, на который нашивался белый тау-крест. Рыцарям разрешалось носить меч исключительно для выполнения задач по защите паломников. Великий Магистр оставался на посту пожизненно. Его избирали комиссией из двенадцати монахов, которые, в свою очередь, избирались комитетом трёх: приором церкви, братом-рыцарем и братом-мирянином.
Помощь паломникам и гостеприимство регламентировалась не менее строго. Для этих целей содержалось четверо лекарей и два светских хирурга [монахам не разрешалось заниматься хирургией]. Специалистов тщательно отбирали, так что они были в состоянии справиться с наиболее распространёнными в то время заболеваниями и чрезвычайными ситуациями, случавшимися с путниками.

### Создатели
К вопросу о создателях ордена. Их имена неизвестны, но устная традиция приписывает это группе из двенадцати рыцарей из Лукки. Число двенадцать, видимо, следует понимать чисто символически, по количеству учеников Христа. Такой мотив часто использовался при основании церквей, больниц и приютов. Госпиталь Альтопашо был посвящён св. Иакову, ставшему защитником ордена. Вскоре к нему присоединились святые Элигий и Христофор, так же считавшиеся покровителями паломников.
Некоторые исследователи считают, что к созданию ордена приложила руку знаменитая Матильда Каносская — верный друг и соратник папы Григория VII в его борьбе за инвеституру. Чуть ли не единственная женщина того периода, лично возглавлявшая военные действия.
Другой такой, наверно, была лишь Жанна д`Арк.